# Дмитрик, Алексей Владимирович
Алексей Владимирович Дми́трик (12 апреля 1984, г. Сланцы, Ленинградская область) — российский легкоатлет, прыгун в высоту, серебряный призёр чемпионата мира (2011), двукратный серебряный призер чемпионата Европы в помещении (2009, 2013). Заслуженный мастер спорта России.

## Основные результаты
| Год  | Турнир                          | Место проведения   | Место | Результат |
| ---- | ------------------------------- | ------------------ | ----- | --------- |
| 2005 | Чемпионат России в помещении    | Москва, Россия     | 5-е   | 2.28 м    |
| 2005 | Чемпионат Европы среди молодёжи | Эрфурт, Германия   | 6-е   | 2.25 м    |
| 2006 | Чемпионат России в помещении    | Москва, Россия     | 8-е   | 2.26 м    |
| 2006 | Чемпионат России                | Тула, Россия       | 5-е   | 2.22 м    |
| 2007 | Чемпионат России в помещении    | Волгоград, Россия  | 2-е   | 2.25 м    |
| 2007 | Чемпионат России                | Казань, Россия     | 12-е  | 2.05 м    |
| 2008 | Чемпионат России в помещении    | Москва, Россия     | 5-е   | 2.33 м    |
| 2008 | Чемпионат России                | Казань, Россия     | 7-е   | 2.30 м    |
| 2009 | Чемпионат России в помещении    | Москва, Россия     | 3-е   | 2.27 м    |
| 2009 | Чемпионат Европы в помещении    | Турин, Италия      | 2-е   | 2.29 м    |
| 2009 | Чемпионат России                | Чебоксары, Россия  | 5-е   | 2.29 м    |
| 2010 | Чемпионат России в помещении    | Москва, Россия     | 5-е   | 2.28 м    |
| 2010 | Чемпионат России                | Саранск, Россия    | 2-е   | 2.30 м    |
| 2010 | Чемпионат Европы                | Барселона, Испания | 7-е   | 2.26 м    |
| 2011 | Чемпионат России в помещении    | Москва, Россия     | 10-е  | 2.15 м    |
| 2011 | Чемпионат России                | Чебоксары, Россия  | 1-е   | 2.36 м    |
| 2011 | Чемпионат мира                  | Тэгу, Южная Корея  | 2-е   | 2.35 м    |
| 2012 | Чемпионат России в помещении    | Москва, Россия     | 3-е   | 2.30 м    |
| 2012 | Чемпионат России                | Чебоксары, Россия  | 4-е   | 2.33 м    |
| 2013 | Чемпионат Европы в помещении    | Гётеборг, Швеция   | 2-е   | 2.33 м    |

## Сезон 2014 года
8 июня занял 2-е место на мемориале памяти Фанни Бланкерс-Кун с результатом 2,29 м.